# Oakwood, Ohio
Oakwood là một làng thuộc quận Montgomery, tiểu bang Ohio, Hoa Kỳ. Năm 2010, dân số của làng này là 3667 người.

## Dân số
- Dân số năm 2000: 9215 người.
- Dân số năm 2010: 3667 người.